# Epimeteu
Epimeteu (em grego:   Ἐπιμηθεύς), na mitologia grega,  é um titã (da segunda geração), filho do titã Jápeto e da ninfa ou oceânide Ásia, filha de Oceano, também chamada de Clímene (segundo alguns autores, a mãe seria Témis) e irmão de Atlas, Prometeu, Héspero e Menoécio.
Epimeteu criou os animais e deu-lhes os atributos. Quando chegou ao homem, não havia mais nenhuma qualidade para dar-lhe. Pediu socorro ao seu irmão Prometeu, que então roubou o fogo dos deuses e o ofertou aos homens, ensinando-lhe também como trabalhar com ele.
Foi esposo de Pandora, que em grego significa a que possui todos os dons, um presente de Zeus para ele. Na verdade Zeus queria se vingar de Prometeu, Epimeteu e da humanidade, que possuía o fogo que fora roubado dos céus.
Epimeteu foi enganado por sua esposa, que abriu um vaso que ele guardava a mando de seu irmão, Prometeu. Ela abre a caixa a qual continha todos os males que viriam para tornar a vida do homem em um caos, mas fecha rapidamente esta, restando dentro apenas o mal da esperança.
Após este desastre, Epimeteu e Pandora geram Pirra, que mais tarde desposa Deucalião (filho de Prometeu e sobrevivente do Dilúvio).

## Etimologia
A etimologia popular do termo epimēthéus vem de uma junção no grego antigo, onde epi significa "depois" e manthano significa "aprender"; resultando em "visão póstuma".

## Astronomia
Em sua homenagem, o nome de Epimeteu foi dado a um dos 56 satélites conhecidos do planeta Saturno.